# Пуховичский район
Пу́ховичский район (бел. Пухавіцкі раён) — административно-территориальная единица на юго-востоке Минской области Республики Беларусь. Административный центр — город Марьина Горка.
Численность населения — 67 081 человек (на 1 января 2025 года).

## Геральдика
Герб и флаг утверждены решением Пуховичского районного Совета депутатов от 14 июля 2000 года № 45. Герб зарегистрирован в Гербовом матрикуле Республики Беларусь 22 июля 2000 года № 42.

## География

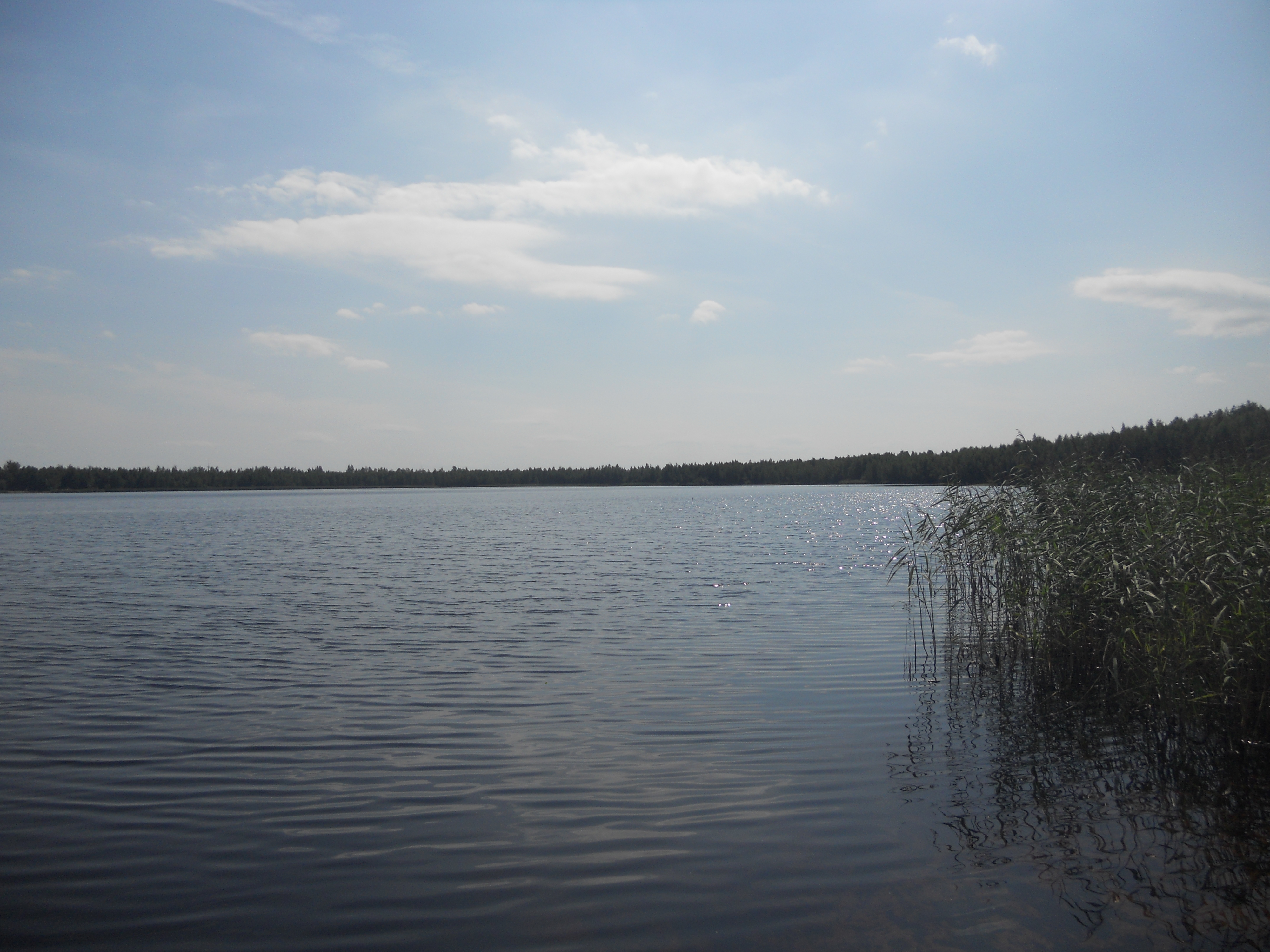
Озеро Материнское

Площадь района составляет 2441,12 км². Территория района находится в границах Центральноберезинской равнины. Самая высокая точка 263 м (на юг от деревни Сергеевичи).
Основные реки — Свислочь с притоками Волма, Титовка, 33 км и Болочанка, а также Птичь и Талька, 31 км, озера — Сергеевичское и Материнское.
Полезные ископаемые: торф, сапропель, гравий, строительные пески, глина. 39,9 % территории района покрыто лесами, 4,4 % составляют болота.
Район граничит с Минским, Стародорожским, Червенским, Слуцким и Узденским районами Минской области, а также с Осиповичским районом Могилёвской области.
Считается, что в районе находится центр Беларуси — Антоново.

## Природа и экология
На территории района находятся:
- Биологические заказники республиканского значения: Копыш — 1222,34 га, Матеевичский — 1802,19 га, Омельнянский — 2011,57 га[6], Омговичский — 2556,8 га (на территории района — 1572,8 га)[7]
- Биологический заказник местного (районного) значения: Бытеньский — 2185 га[8]
- Ландшафтный заказник местного (районного) значения: Ветеревичский — 1535 га[9]
- Гидрологический заказник местного (районного) значения: Сергеевичский — 1925 га[10]

## История
Район образован 17 июля 1924 года с центром в местечке Пуховичи.
29 июля 1925 года на 1-м районном съезде Советов, было принято по объективным причинам решение о переносе центра из м. Пуховичи в поселок Марьина Горка, а также учитывая рост промышленного потенциала и выгодное географическое положение посёлка.
С 1924 по 1930 в составе Минского округа.
На 21 августа 1925 года в составе округа 12 сельских исполнительных комитетов и 1 местечковый Совет:
- Болочевский сельсовет — центр д. Болоча
- Дричинский сельсовет — центр с. Дричин
- Кноринский сельсовет — центр с. Омельно
- Новосельковский сельсовет — центр пос. Новосёлки
- Пуховичский местечковый Совет — центр м. Пуховичи
- Блоньский сельсовет — центр Блонь
- Слободской сельсовет — центр д. Слобода
- Пудицко-Слободской — центр д. Пудицкая Слобода
- Синчанский сельсовет — центр д. Синча
- Тальковский сельсовет — центр пос. Талька
- Туринский сельсовет — центр с. Турин
- Блужский сельсовет — центр Блужа
- Сутинский сельсовет — центр д. Сутин

С 1930 по 1938 в прямом подчинении БССР.
С 20 февраля 1938 года в составе Минской области.
17 декабря 1956 года в состав района из упразднённого Гресского района в состав Пуховичского района передан Селецкий сельсовет.
В 1960 году к Пуховичскому району был присоединён Шацкий сельсовет Узденского района.
20 января 1960 года в состав Пуховичского района из упразднённого Руденского района переданы сельсоветы Голоцкий, Дричинский, Пережирский, Цитвянский, Дукорский (за исключением населённых пунктов Городище, Криница, Турец и Чесловое), Сергеевичский (за исключением населённых пунктов Волосач, Ковалевичи и Слопищи), городской посёлок Руденск с подчиненными поселковому Совету населёнными пунктами и населённые пункты Альховка, Боровая Слобода, Беручки, Залесье, Едлино, Новосады, Пески, Поляны, Погуляйко, Подборье, Узляны, Ушанка Новопольского сельсовета, в результате чего площадь Пуховичского района составила 2512 км², а население — 100,8 тыс.человек.
25 декабря 1962 года в состав Пуховичского района были переданы Любячский и Новопольский сельсоветы упразднённого Узденского района.
30 июля 1966 года в результате новой административно-территориальной реформы вновь образованному Узденскому району был возвращён Любячский сельсовет, а Новопольский и Шацкий сельсоветы остались в Пуховичском районе.
20 октября 1995 года административные единицы Пуховичский район и город Марьина Горка, имеющие общий административный центр, объединены в одну административную единицу — Пуховичский район.
26 августа 2023 года территория городского посёлка Руденск включена в состав Руденского сельсовета, территория городского посёлка Свислочь включена в состав Свислочского сельсовета.

## Население

### Численность
Численность населения — 67 081 человек (на 1 января 2025 года), в том числе городское — 28 413 человек (Марьина Горка — 19 994 человек, Правдинский — 2 123 человек, Руденск — 2 578 человек, Свислочь — 3 718 человек), сельское — 38 668 человек.
Численность населения района на 1 января 2023 года составляет 67 565 человек. Городское население — 28 623 человек, сельское — 38 942. В городе Марьина Горка проживает 20 242 человек.
| Численность населения (по годам) | Численность населения (по годам) | Численность населения (по годам) | Численность населения (по годам) | Численность населения (по годам) | Численность населения (по годам) | Численность населения (по годам) | Численность населения (по годам) | Численность населения (по годам) | Численность населения (по годам) |
| 1996                             | 2001                             | 2002                             | 2003                             | 2004                             | 2005                             | 2006                             | 2007                             | 2008                             | 2009                             |
| -------------------------------- | -------------------------------- | -------------------------------- | -------------------------------- | -------------------------------- | -------------------------------- | -------------------------------- | -------------------------------- | -------------------------------- | -------------------------------- |
| 80 500                           | ▼75 112                          | ▼74 318                          | ▼73 382                          | ▼72 511                          | ▼71 938                          | ▼71 323                          | ▼70 913                          | ▼70 585                          | ▼70 095                          |
| 2010                             | 2011                             | 2012                             | 2013                             | 2014                             | 2015                             | 2016                             | 2017                             | 2018                             | 2019                             |
| ▼69 209                          | ▼68 336                          | ▼67 366                          | ▼66 694                          | ▼66 306                          | ▼65 984                          | ▼65 650                          | ▼65 310                          | ▼65 113                          | ▼64 889                          |
| 2020                             | 2021                             | 2022                             | 2023                             | 2024                             | 2025                             |                                  |                                  |                                  |                                  |
|                                  |                                  |                                  | ▼67 565                          |                                  | ▼67 081                          |                                  |                                  |                                  |                                  |

### Трудовые ресурсы
Прослеживается динамика сокращения населения: на 2009 год — 70,4 тыс.человек. Городское население — 32,51 тыс.чел., сельское — 37,89 тыс.чел. Среднесписочная численность работников района на 1 октября 2009 года — 38530 человек. Трудоспособное население население — 43773 человек, число детей до 18 лет включительно — 13615; 55 лет и старше (женщины) — 11396 человек, старше 60 лет (мужчины) — 4469 человек; старше трудоспособного возраста — 15865 человек.
В районе проживает 19150 молодых граждан в возрасте от 14 до 31 года, что составляет 27,2 % от общего количества жителей района. Из них 10978 мужчин и 8172 женщины. Численность городского населения составляет 9696 молодых людей и 9454 молодых человека проживают в сельской местности. Всего трудоспособной молодёжи в возрасте от 16 до 30 лет включительно составляет 17668 человек.

### Национальный состав
| Национальный состав по переписи 2009 года (всего — 69 427 человек) | Национальный состав по переписи 2009 года (всего — 69 427 человек) | Национальный состав по переписи 2009 года (всего — 69 427 человек) | Национальный состав по переписи 2009 года (всего — 69 427 человек) | Национальный состав по переписи 2009 года (всего — 69 427 человек) | Национальный состав по переписи 2009 года (всего — 69 427 человек) | Национальный состав по переписи 2009 года (всего — 69 427 человек) | Национальный состав по переписи 2009 года (всего — 69 427 человек) | Национальный состав по переписи 2009 года (всего — 69 427 человек) | Национальный состав по переписи 2009 года (всего — 69 427 человек) | Национальный состав по переписи 2009 года (всего — 69 427 человек) | Национальный состав по переписи 2009 года (всего — 69 427 человек) | Национальный состав по переписи 2009 года (всего — 69 427 человек) |
|                                                                    | белорусы                                                           | белорусы                                                           | русские                                                            | русские                                                            | украинцы                                                           | украинцы                                                           | поляки                                                             | поляки                                                             | армяне                                                             | армяне                                                             | татары                                                             | татары                                                             |
| ------------------------------------------------------------------ | ------------------------------------------------------------------ | ------------------------------------------------------------------ | ------------------------------------------------------------------ | ------------------------------------------------------------------ | ------------------------------------------------------------------ | ------------------------------------------------------------------ | ------------------------------------------------------------------ | ------------------------------------------------------------------ | ------------------------------------------------------------------ | ------------------------------------------------------------------ | ------------------------------------------------------------------ | ------------------------------------------------------------------ |
| Всего                                                              | 58 775                                                             | 84,66 %                                                            | 7670                                                               | 11,05 %                                                            | 1777                                                               | 2,56 %                                                             | 258                                                                | 0,37 %                                                             | 129                                                                | 0,19 %                                                             | 112                                                                | 0,16 %                                                             |
| городское                                                          | 24 624                                                             | 80,52 %                                                            | 4543                                                               | 14,86 %                                                            | 901                                                                | 2,95 %                                                             | 111                                                                | 0,36 %                                                             | 55                                                                 | 0,18 %                                                             | 51                                                                 | 0,17 %                                                             |
| сельское                                                           | 34 151                                                             | 87,91 %                                                            | 3127                                                               | 8,05 %                                                             | 876                                                                | 2,26 %                                                             | 147                                                                | 0,38 %                                                             | 74                                                                 | 0,19 %                                                             | 61                                                                 | 0,16 %                                                             |
|                                                                    | азербайджанцы                                                      | азербайджанцы                                                      | молдаване                                                          | молдаване                                                          | грузины                                                            | грузины                                                            | немцы                                                              | немцы                                                              | евреи                                                              | евреи                                                              | узбеки                                                             | узбеки                                                             |
| Всего                                                              | 57                                                                 | 0,08 %                                                             | 36                                                                 | 0,05 %                                                             | 33                                                                 | 0,05 %                                                             | 30                                                                 | 0,04 %                                                             | 28                                                                 | 0,04 %                                                             | 24                                                                 | 0,03 %                                                             |
| городское                                                          | 23                                                                 | 0,08 %                                                             | 12                                                                 | 0,04 %                                                             | 5                                                                  | 0,02 %                                                             | 8                                                                  | 0,03 %                                                             | 21                                                                 | 0,07 %                                                             | 10                                                                 | 0,03 %                                                             |
| сельское                                                           | 34                                                                 | 0,09 %                                                             | 24                                                                 | 0,06 %                                                             | 28                                                                 | 0,07 %                                                             | 22                                                                 | 0,06 %                                                             | 7                                                                  | 0,02 %                                                             | 14                                                                 | 0,04 %                                                             |

По переписи 1939 года, в районе (в границах того времени) проживало 49 389 человек: 42 933 белоруса (86,9 %), 3056 русских (6,2 %), 1762 еврея (3,6 %), 676 украинцев (1,4 %), 467 поляков (0,9 %), 495 представителей прочих национальностей.

### Демографические показатели
Ежегодно в Пуховичском районе рождается 780—900 детей и умирает 970—1200 человек. Коэффициент рождаемости — 12 на 1000 человек в 2017 году, коэффициент смертности — 15,2. Сальдо внутренней миграции в 2017 году положительное (+14 человек), но в 2010—2016 годах было отрицательным. В 2017 году в Пуховичском районе было заключено 452 брака (6,9 на 1000 человек) и 219 разводов (3,4).
|                                               | 2010 | 2011 | 2012 | 2013 | 2014 | 2015 | 2016 | 2017 |
| --------------------------------------------- | ---- | ---- | ---- | ---- | ---- | ---- | ---- | ---- |
| Рождаемость (на 1000 человек)                 | 11,6 | 12,1 | 11,6 | 13,3 | 12,5 | 13,3 | 12,2 | 12   |
| Смертность (на 1000 человек)                  | 17,2 | 17,1 | 16   | 16,2 | 14,8 | 15,7 | 15,1 | 15,2 |
| Естественный прирост (на 1000 человек)        | -5,6 | -5   | -4,4 | -2,9 | -2,3 | -2,4 | -2,9 | -3,2 |
| Естественный прирост (в абсолютном выражении) | -382 | …    | …    | -189 | -152 | -162 | -192 | -211 |
| Миграционный прирост (в абсолютном выражении) | -491 | …    | …    | -199 | -170 | -172 | -148 | +14  |

## Крупнейшие населённые пункты Пуховичского района
| Название (рус. ) | Название (бел. ) | Административное подчинение | Статус            | Население[уточнить] | Примечание          |
| ---------------- | ---------------- | --------------------------- | ----------------- | ------------------- | ------------------- |
| Марьина Горка    | Мар’іна Горка    | Город районного подчинения  | город             | ▼21 280             | город с 1955 года   |
| Свислочь         | Свіслач          | Свислочский сельсовет       | городской посёлок | ▼3 921              | основан в 1963 году |
| Руденск          | Рудзенск         | Руденский сельсовет         | городской посёлок | ▲2 725              | основан в 1872 году |
| Правдинский      | Праўдзінскi      | Правдинский поссовет        | городской посёлок | ▼2 288              | основан в 1966 году |
| Дружный          | Дружны           | Свислочский сельсовет       | посёлок           | ▲8 978              | основан в 1985 году |

## Административное устройство

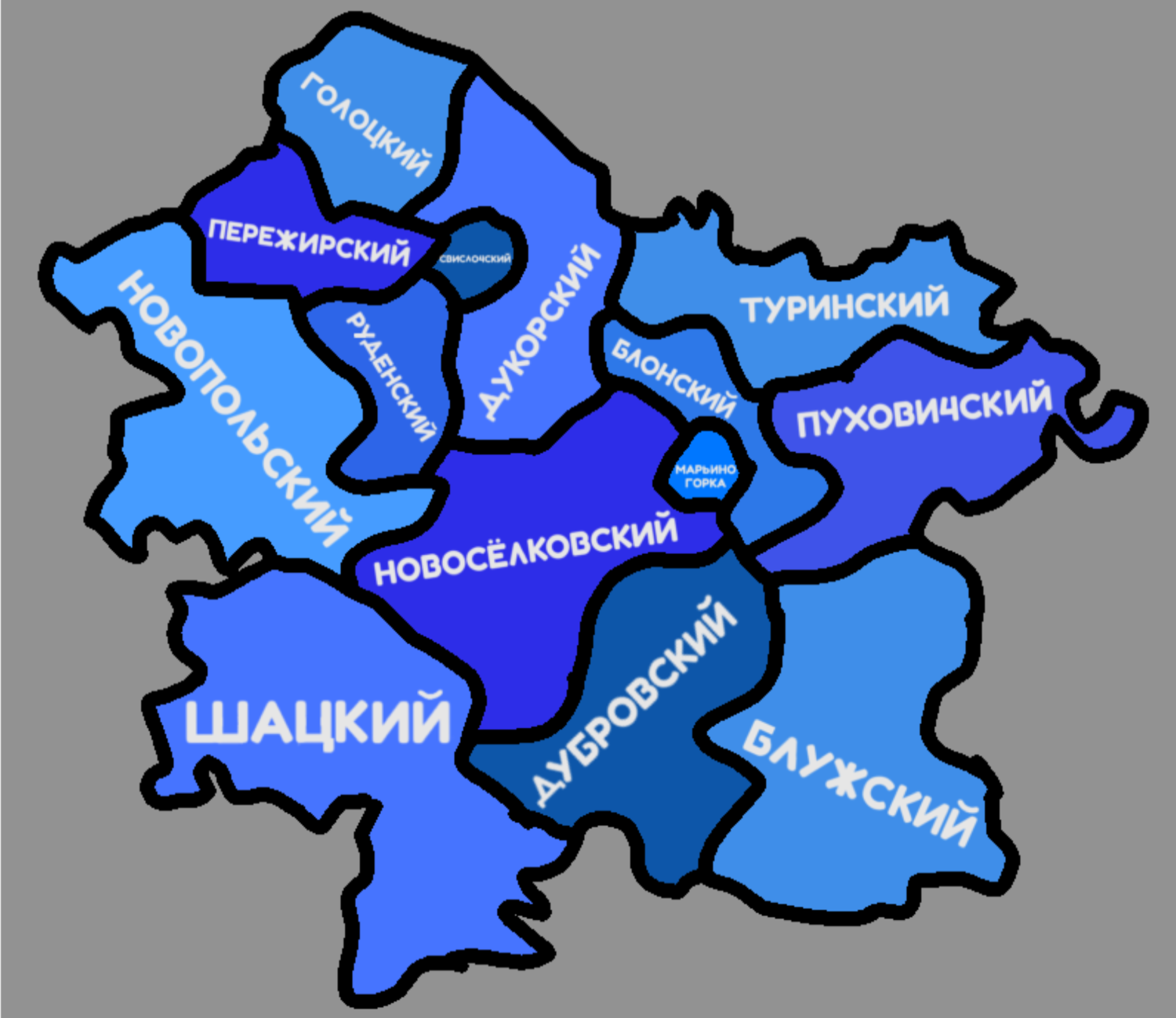

В Пуховичском районе 1 городской посёлок Правдинский и 13 сельских исполнительных комитетов:
- Блонский
- Блужский
- Голоцкий
- Дубровский
- Дукорский
- Новопольский
- Новосёлковский
- Пережирский
- Пуховичский
- Руденский
- Свислочский
- Туринский
- Шацкий

Упразднённые поселковые и сельские Советы на территории района:
- Ананичский
- Ветеревичский
- Горелецкий[27]
- Дричинский
- Задощенский
- Краснооктябрьский[27]
- Правдинский
- Селецкий[27]
- Сергеевичский[27]
- Слободский[28]
- Сутинский
- Тальковский[29]
- Узлянский

## Экономика
Выручка от реализации продукции, товаров, работ, услуг за 2017 год составила 1167,7 млн рублей (около 584 млн долларов), в том числе 95,5 млн рублей пришлось на сельское, лесное и рыбное хозяйство, 707,3 млн на промышленность, 41,8 млн на строительство, 286 млн на торговлю и ремонт, 37,1 млн на прочие виды экономической деятельности.
Средняя зарплата работников в районе составила 87,1 % от среднего уровня по Минской области.

### Сельскохозяйственная отрасль
Специализируется на производстве мясо-молочной продукции в животноводстве и зерна, рапса, картофеля, льна в растениеводстве. Продукция животноводства в производстве валовой продукции сельского хозяйства занимает 57,4 %, растениеводства 42,6 %.
В 2017 году сельскохозяйственные организации района собрали 90,8 тыс. т зерновых и зернобобовых культур при урожайности 30,7 ц/га, 364 т льноволокна при урожайности 6,7 ц/га, 28,9 тыс. т сахарной свёклы при урожайности 481 ц/га. В 2017 году сельскохозяйственные организации района реализовали 8,8 тыс. т мяса скота и птицы и произвели 68,7 тыс. т молока (средний удой — 4193 кг). На 1 января 2018 года в сельскохозяйственных организациях района содержалось 42,6 тыс. голов крупного рогатого скота, в том числе 16,2 тыс. коров. Птицефабрики Пуховичского района произвели 21,3 млн яиц (2017 год).
В районе находится ведущее компания по производству комбикорма и переработки зерна ЗАО «Агрофавелла».
В районе находится ОАО "Племенной завод «Индустрия» (племенное свиноводство — одно из направлений работы). Действуют бройлерная птицефабрика (отделение «Пуховичи» ОАО «Смолевичи Бройлер») и комплекс по выращиванию свинины ООО «Ананичи». 6 сельскохозяйственных организаций присоединены к государственным промышленным предприятиям (преимущество г. Минска).
Помимо традиционных сельскохозяйственных организаций, в деревне Зазерье действует Республиканское сельскохозяйственное дочернее унитарное предприятие "Экспериментальная база «Зазерье» Национальной академии наук Беларуси, которое занимается производством высокорепродуктивных семян зерновых, зернобобовых культур и картофеля и опытным сельским хозяйством.

### Промышленность
В районе работают 23 промышленных предприятия. Основные виды выпускаемой продукции: выработка электроэнергии в том числе тепловой; выпуск технологического оборудования для перерабатывающих отраслей агропрома, изделий светотехники, пластмасс, плёнок полимерных, металлоконструкций сварных, сборных железобетонных изделий, бетона, строительного раствора, картона, льноволокна, пиломатериалов, комбикормов, премиксов, белково-витаминных добавок, обуви, сумок, мороженого, картофелепродуктов, вин плодовых и безалкогольных напитков. .
В районе успешно осуществляет свою деятельность ЗАО «Агрофавелла», производство комбикормов и кормовых добавок.
Возле Руденска строится завод по переработке зерновых культур и производству аминокислот и кормов для животных.

## Транспорт

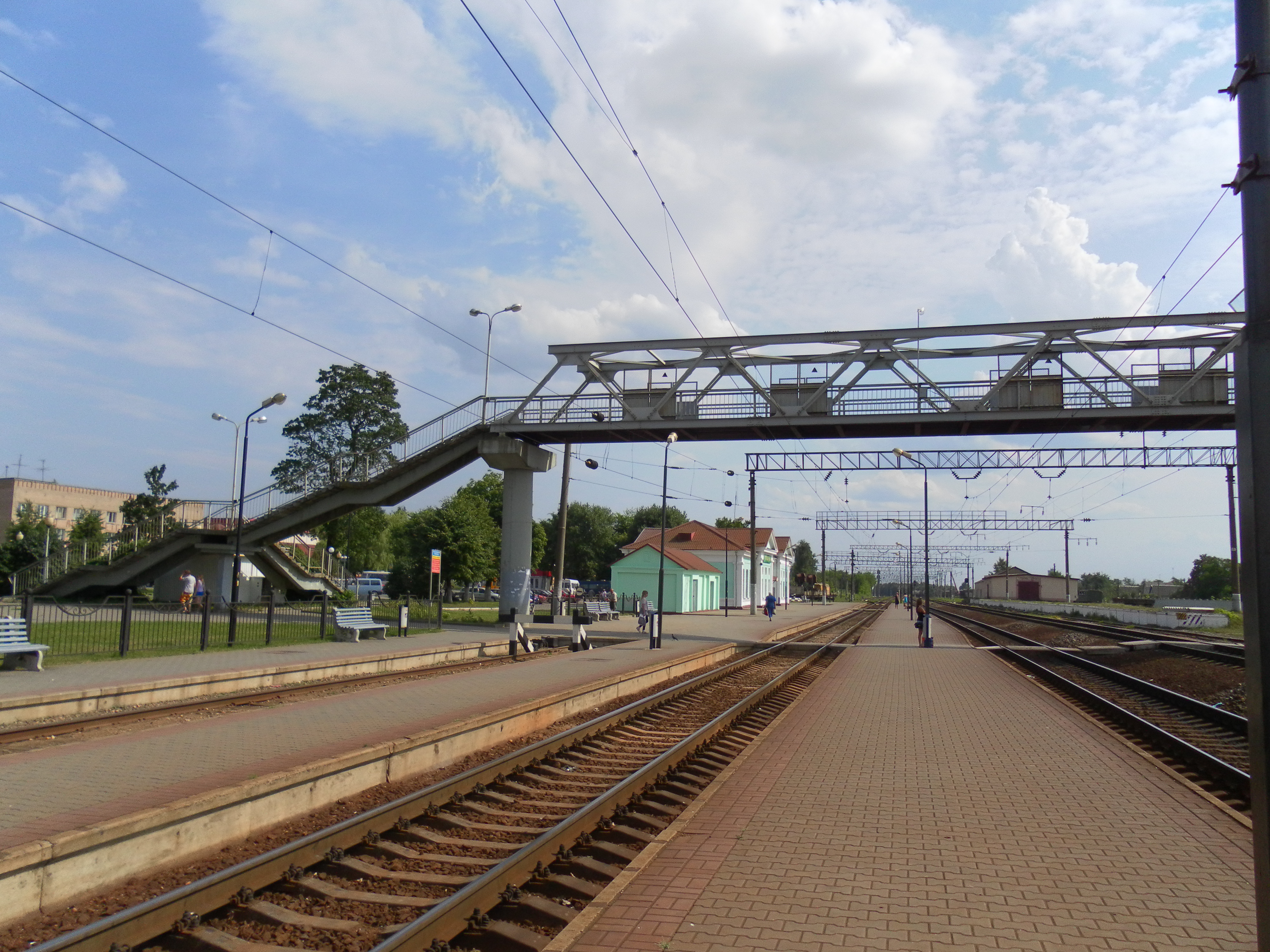
Железнодорожная станция в Марьиной Горке

### Железнодорожный
- Железная дорога Минск — Гомель

### Автомобильный
- Дорога М-5 республиканского значения Минск — Гомель
- Дорога Р-92 областного значения Марьина Горка — Старые Дороги
- Р-69, Логойск — Руденск — Шацк
- Р-68, Пуховичи — Валерьяны
- Р-59, Марьина Горка — Червень.

Согласно генплана города Марьина Горка, запланировано строительство объездной дороги: с автодороги Р-68 в районе д. Новосёлки, с устройством путепровода через железную дорогу с последующим выходом на магистраль М-5 около д. Скобровка.
Автобусное сообщение осуществляется с автостанции г. Марьина Горка во все городские посёлки и центры сельсоветов района. Городской транспорт представлен 6 маршрутами.
В 2015 году на окраине города Марьина Горка началось строительство экспериментального демонстрационного полигона надземной лёгкой, городской и грузовой струнной моно- и бирельсовой транспортной системы SkyWay, первую очередь которого уже завершили, а к концу 2018 года достроят высокоскоростной участок на 22 км.

## Образование

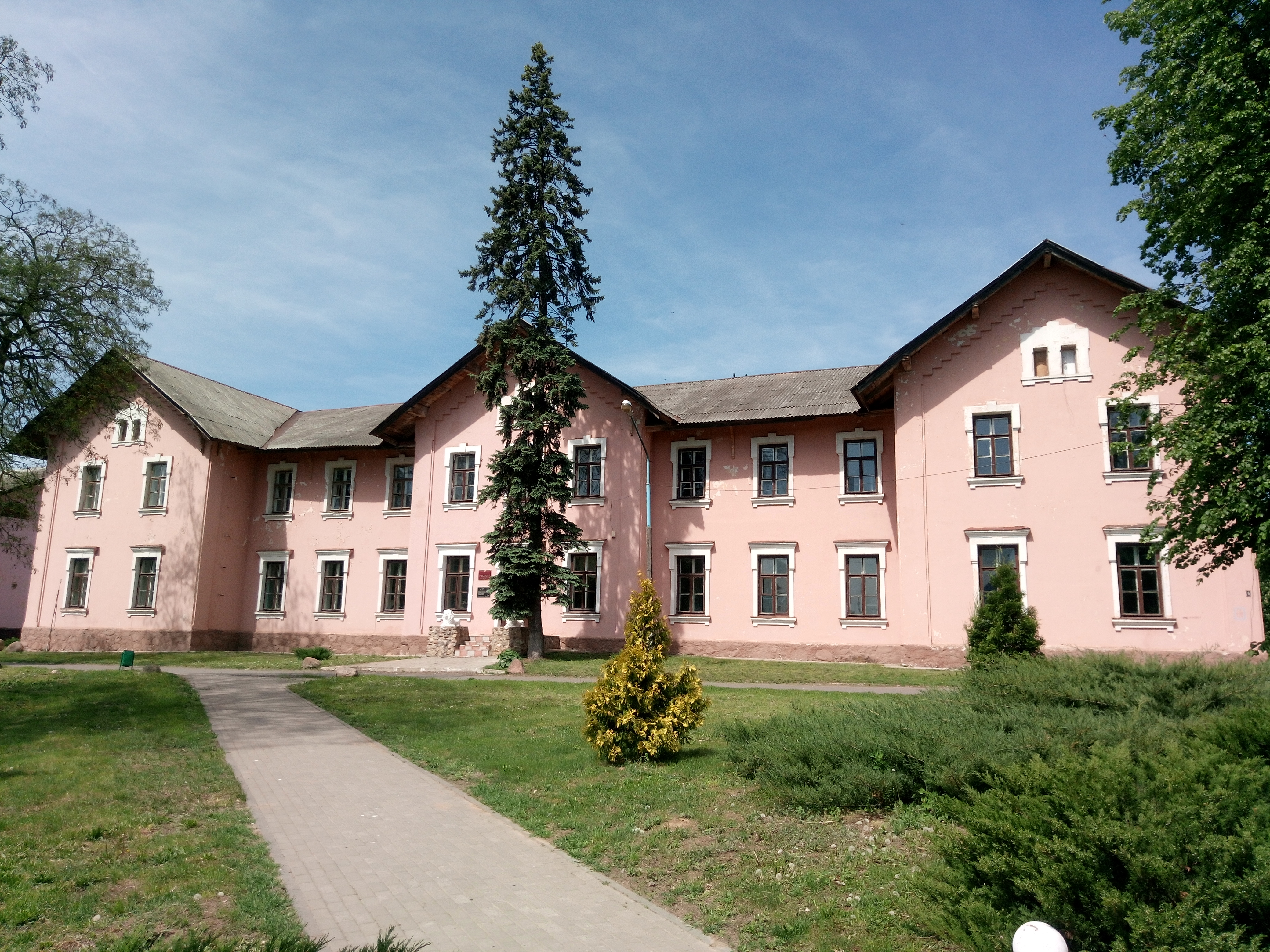
Марьиногорский государственный ордена Знак Почета аграрно-технический колледж имени В. Е. Лобанка в Марьино

В 2017/2018 учебном году в районе действовало 28 учреждений дошкольного образования, которые обслуживали 2855 детей, и 28 учреждений общего среднего образования, в которых обучалось 6895 детей. Учебный процесс обеспечивало 893 учителя.
В районе действует Марьиногорский государственного ордена «Знак Почёта» аграрно-технический колледж имени В. Е. Лобанка.

## Здравоохранение
В 2016 году в организациях Министерства здравоохранения Республики Беларусь, расположенных на территории района, работало 119 практикующих врачей (18,2 на 10 тысяч человек) и 433 средних медицинских работника (66,3 на 10 тысяч человек). В больницах насчитывалось 401 койка (61,4 на 10 тысяч человек).

## Культура

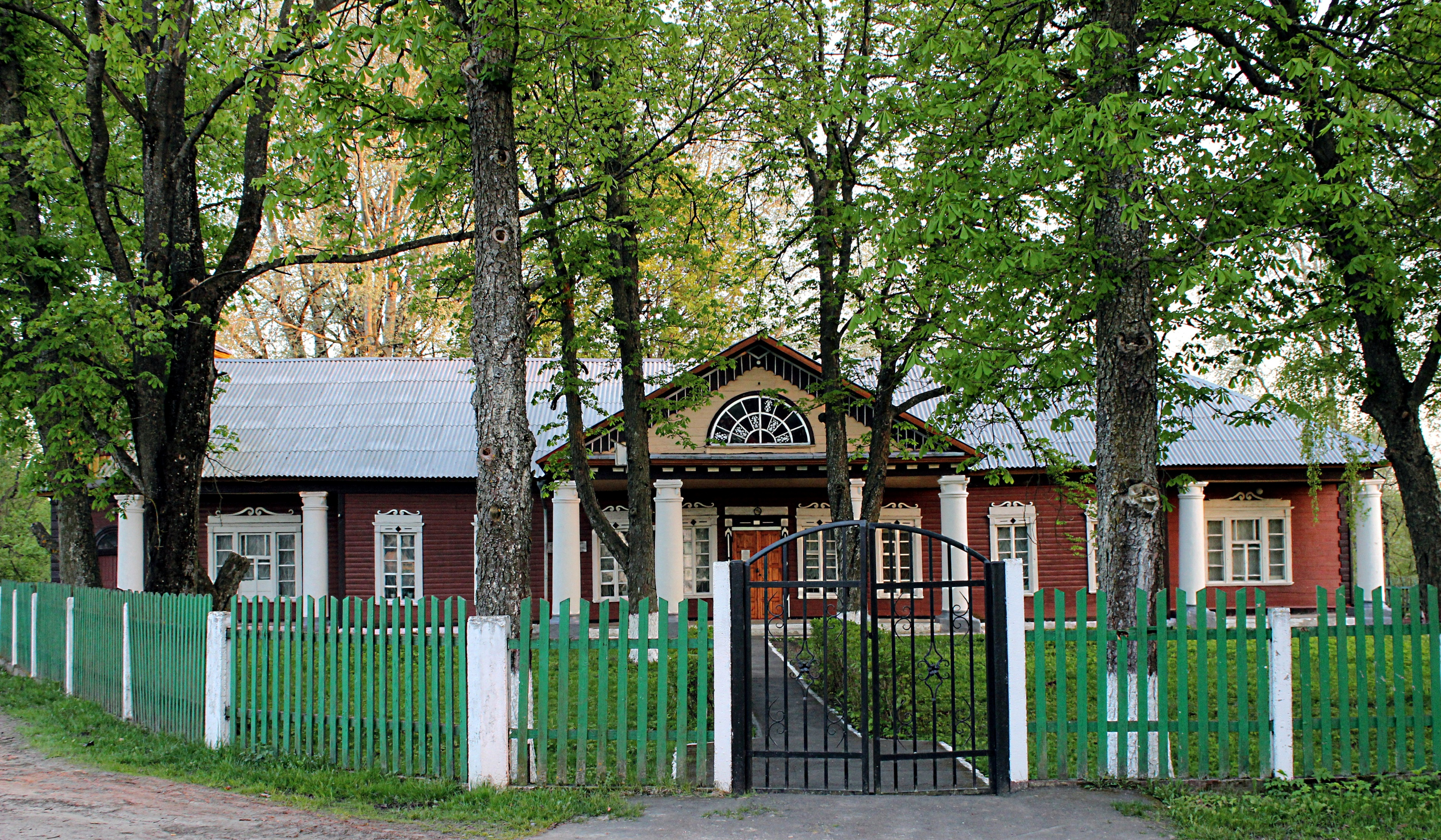
Усадебный дом Бонч-Осмоловских, сейчас районный краеведческий музей в Блонь

В районе функционируют 88 учреждений культуры: Пуховичский районный центр культуры, 24 сельских и 3 поселковых Дома культуры, 7 сельских клубов, 45 библиотек, 6 детских школ искусств, детская музыкальная школа.
В 2017 году публичные библиотеки района посетили 21,7 тыс. человек, которым было выдано 386,5 тыс. экземпляров книг и журналов. В 2017 году в районе действовал 21 клуб.
Также на территории района расположены:
- Государственное учреждение «Пуховичский районный краеведческий музей» с картинной галереей[44] (бывший усадебный дом Бонч-Осмоловских) в агрогородке Блонь
  - Художественная галерея в городе Марьина Горка
  - Отдел музея «Герои и подвиги» в городе Марьина Горка

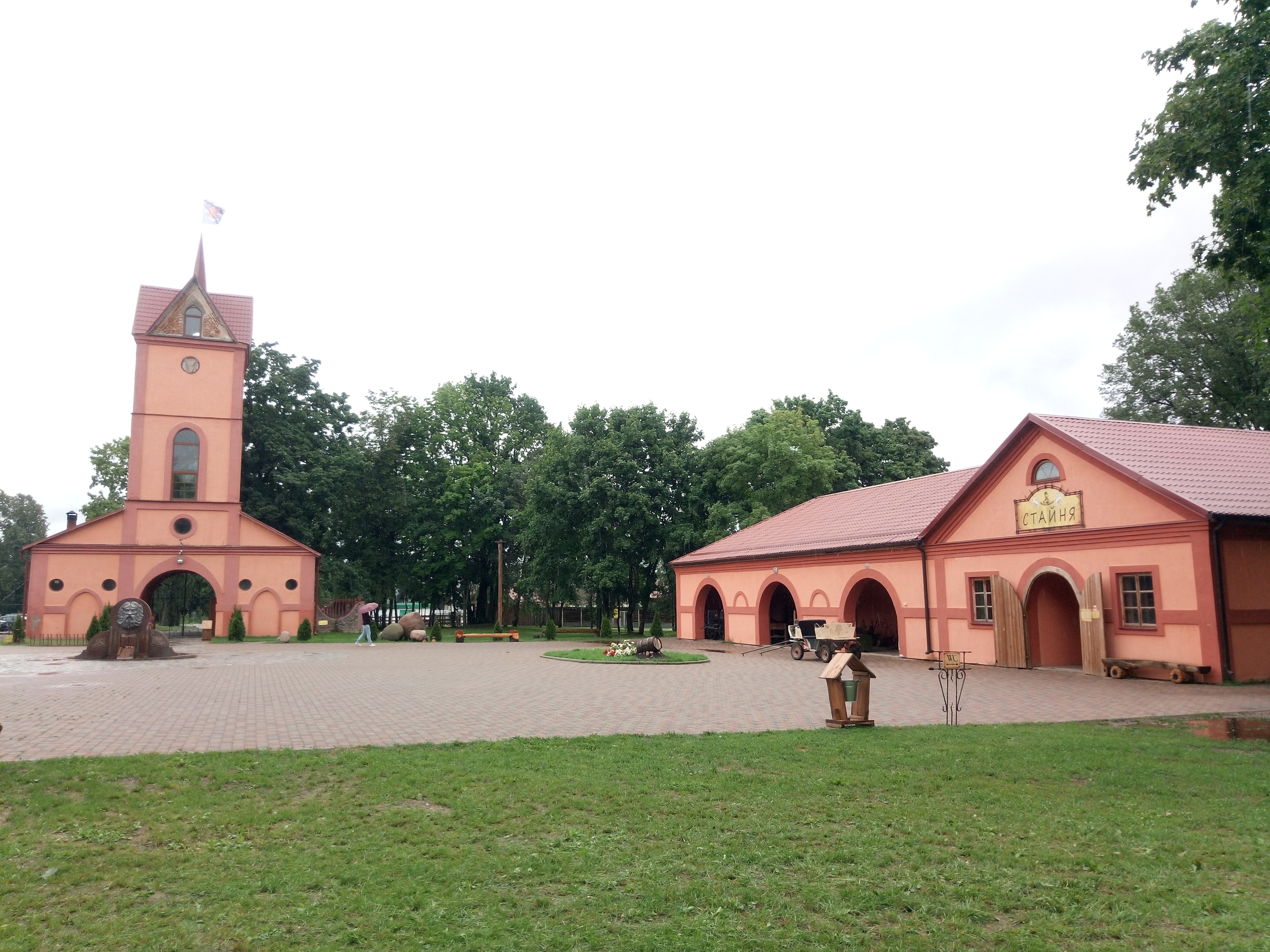
«Дукорскі маёнтак» — музейный комплекс в аг. Дукора

  - «Дукорскі маёнтак» — музейный комплекс в аг. ДукораОтдел музея Героя Советского Союза Н. П. Чепика в аг. Блужа
  - Отдел музея «Партизанская слава» в аг. Горелец
  - Музейный комплекс старинных народных ремёсел и технологий «Дудутки» в деревне Птичь около Дудичи[45][46]

- «Дукорскі маёнтак» — музейный комплекс в аг. Дукора
- Музей имени А. Гуриновича в Пережир.

По состоянию на 2016 год Пуховичский районный краеведческий музей имеет 12,2 тыс. музейных предметов основного фонда. В 2016 году его посетили 24,5 тыс. человек.
В 2023 году постановлением Министерства культуры Республики Беларусь от 30 мая 2023 года № 80 статус нематериальной историко-культурной ценности присвоен элементу «Культура белорусской дуды на Минщине» в д. Бор.

## События и мероприятия
- Около д. Талька ежегодно проводится белорусский музыкальный фестиваль «Талькаўскі фэст»
- Международный рыцарский фестиваль «Наш Грюнвальд» на территории музейного комплекса «Дудутки» в деревне Птичь[49]
- Праздник средневековой культуры «Задора» в «Дукорскi маёнтак» в Дукора[50]

## Религия
В Пуховичском районе зарегистрировано 20 православных общин с 14 священнослужителями, по 5 общин христиан веры евангельской и евангельских христиан-баптистов с 4 пасторами, 3 римско-католических общины с 1 ксендзом.

## Достопримечательности
В районе 210 памятников, в том числе 191 памятник истории, 5 архитектуры, 14 археологии.
- Костёл Святого Антония Падуанского в г. Марьина Горка и часовня
- Усадебный дом министра Льва Макова в г. Марьина Горка
- Церковь Пресвятой Троицы в агрогородке Блонь. Дата строительства — 1826 год. Строительный материал — дерево
- Бывший усадебный дом Бонч-Осмоловских, ныне краеведческий музей в Блонь
- Блужская Успенская церковь. Дата строительства — 1725 год. Строительный материал — дерево
- Городище с семейным захоронением Ельских около Дудичи — археологический памятник
- Мемориальный комплекс в честь Пуховичского райкома коммунистической партии Белоруссии и Ленинского коммунистического союза Белоруссии, партизанской бригады «Пламя»[52].
- Мемориал на месте боя батареи капитана А. К. Леонтюка в Узлянах. На мемориале размещены барельефы Героев Советского Союза А. К. Леонтюка, А. Г. Черняка, Д. Л. Чепусова, Е. Г. Курочкина, В. Ф. Токарева.

## Галерея

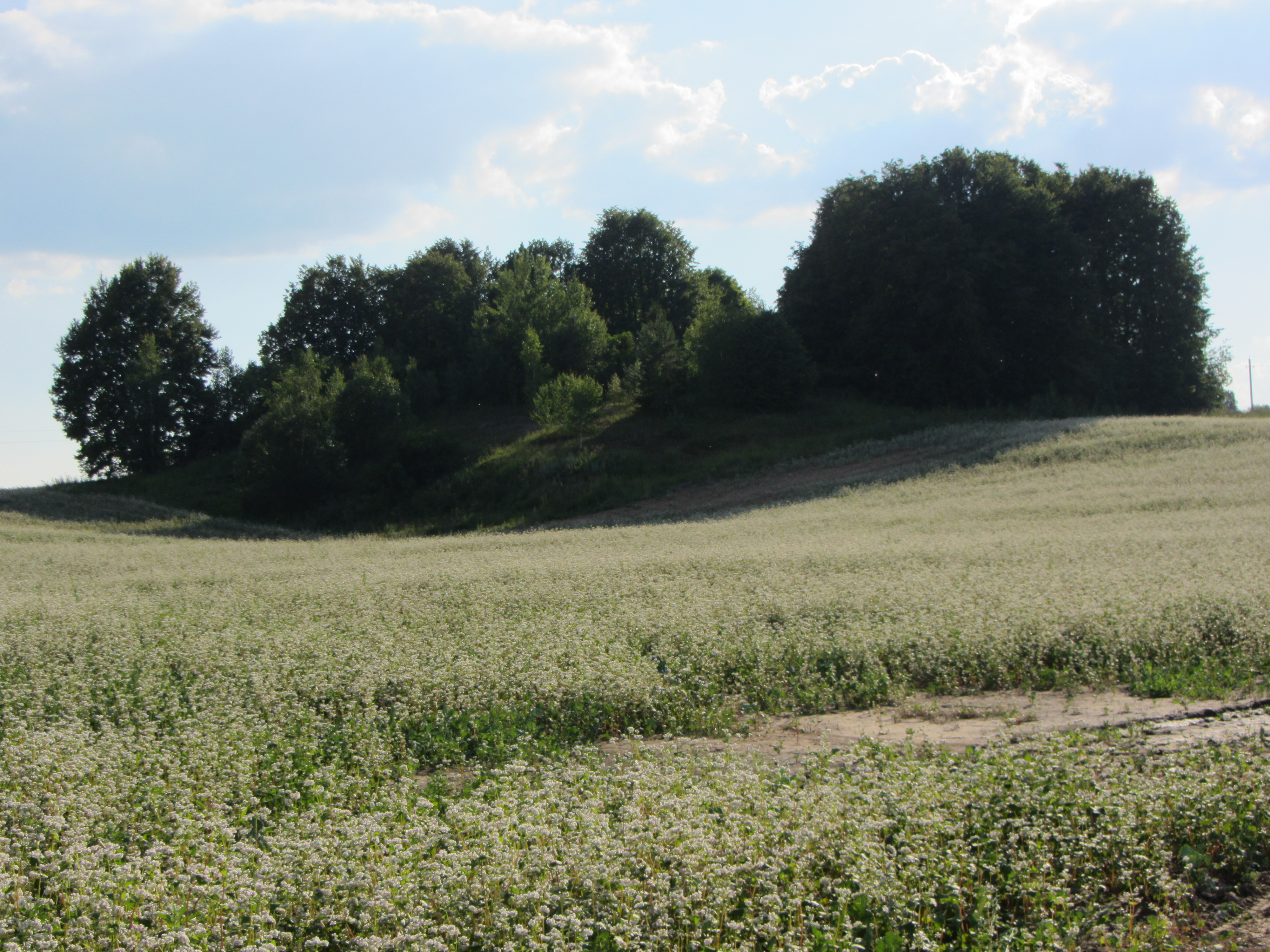
Городище с семейным захоронением Ельских около Дудичи
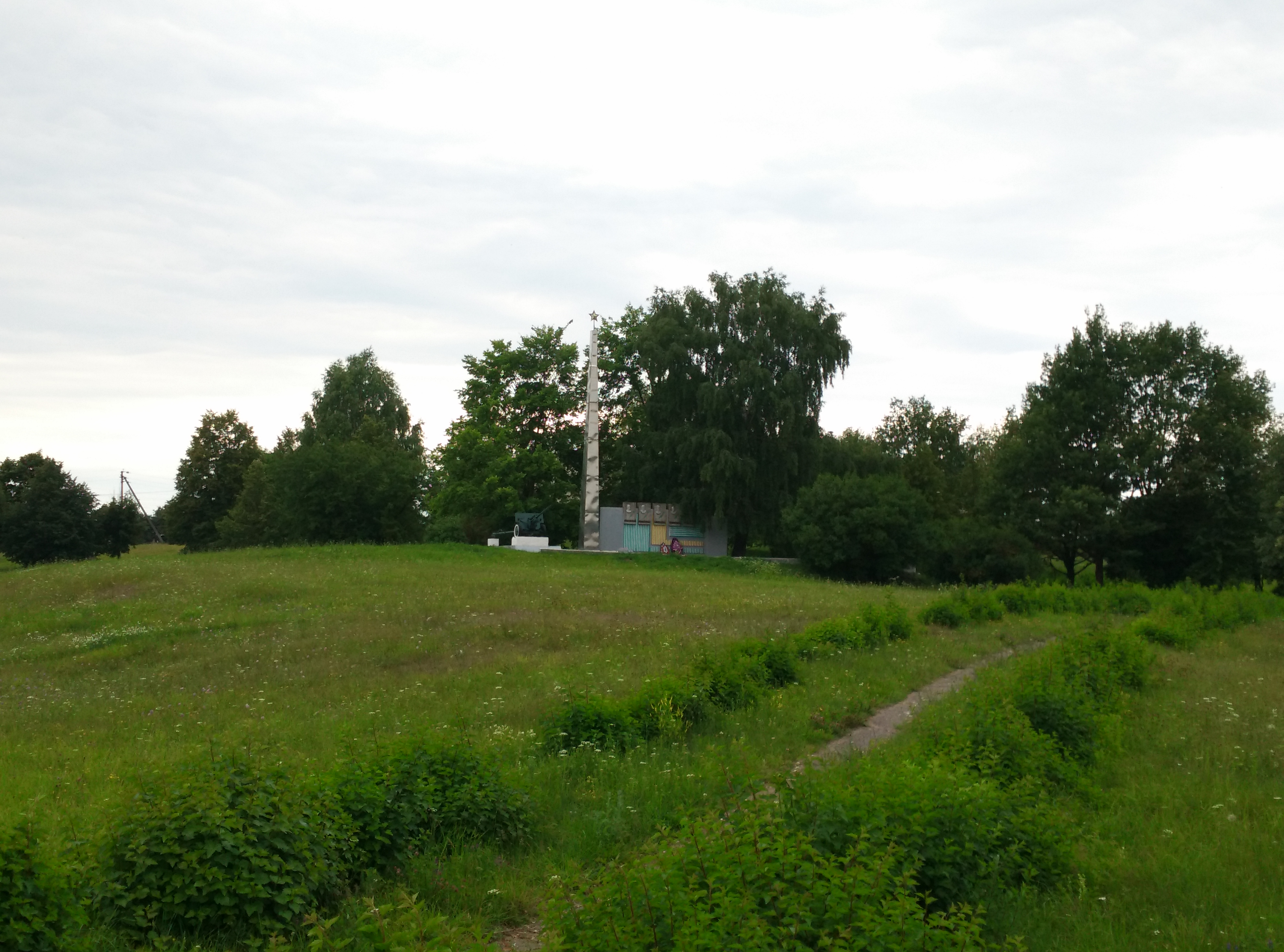
Мемориал на месте боя в Узлянах
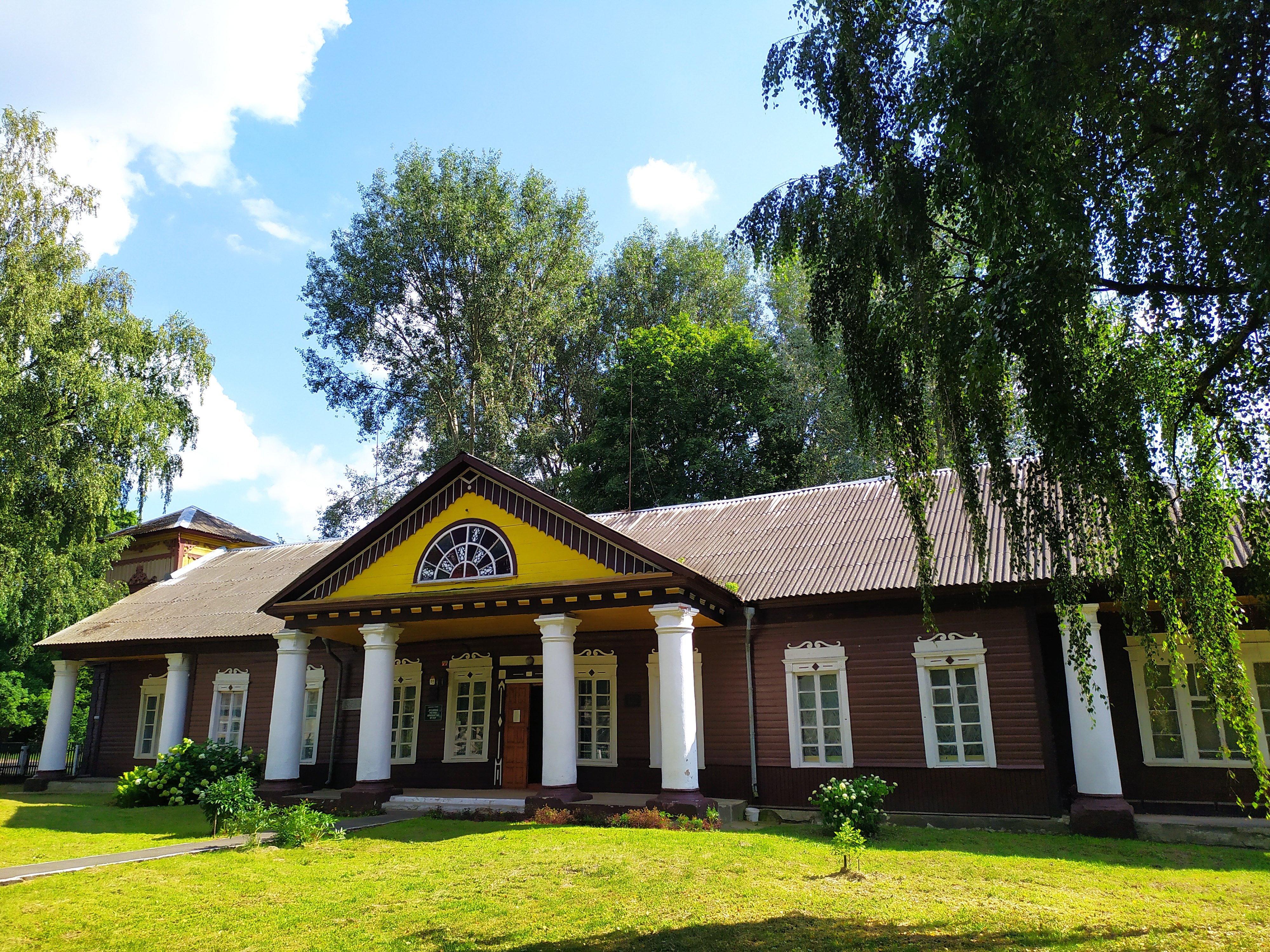
Усадебный дом Бонч-Осмоловских в Блонь

## СМИ
Районная газета «Пухавіцкія навіны» (до 1992 года «Сцяг працы»).

## Международное сотрудничество
Города-побратимы:
- Украина, Мелитополь